# Rue Mérimée
La rue Mérimée est une voie du 16e arrondissement de Paris, en France.

## Situation et accès
La rue Mérimée est une voie publique située dans le 16e arrondissement de Paris. Elle débute au 59, rue des Belles-Feuilles et se termine au 20, rue Émile-Menier.
La rue se situe à peu près à équidistance de trois stations de métro : Victor Hugo et Porte Dauphine, desservies par la ligne 2 et  Rue de la Pompe, desservie par la ligne 9. La gare de l'avenue Foch de la ligne C se situe à proximité.

## Origine du nom

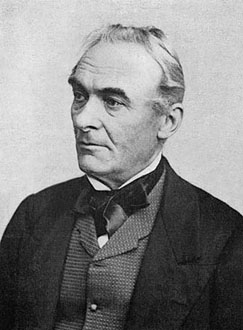
Prosper Mérimée.

Elle porte le nom de l'écrivain, historien et archéologue français Prosper Mérimée (1803-1870), auquel la base Mérimée, créée en 1978 par le ministère de la Culture et de la Communication, rend hommage.

## Historique

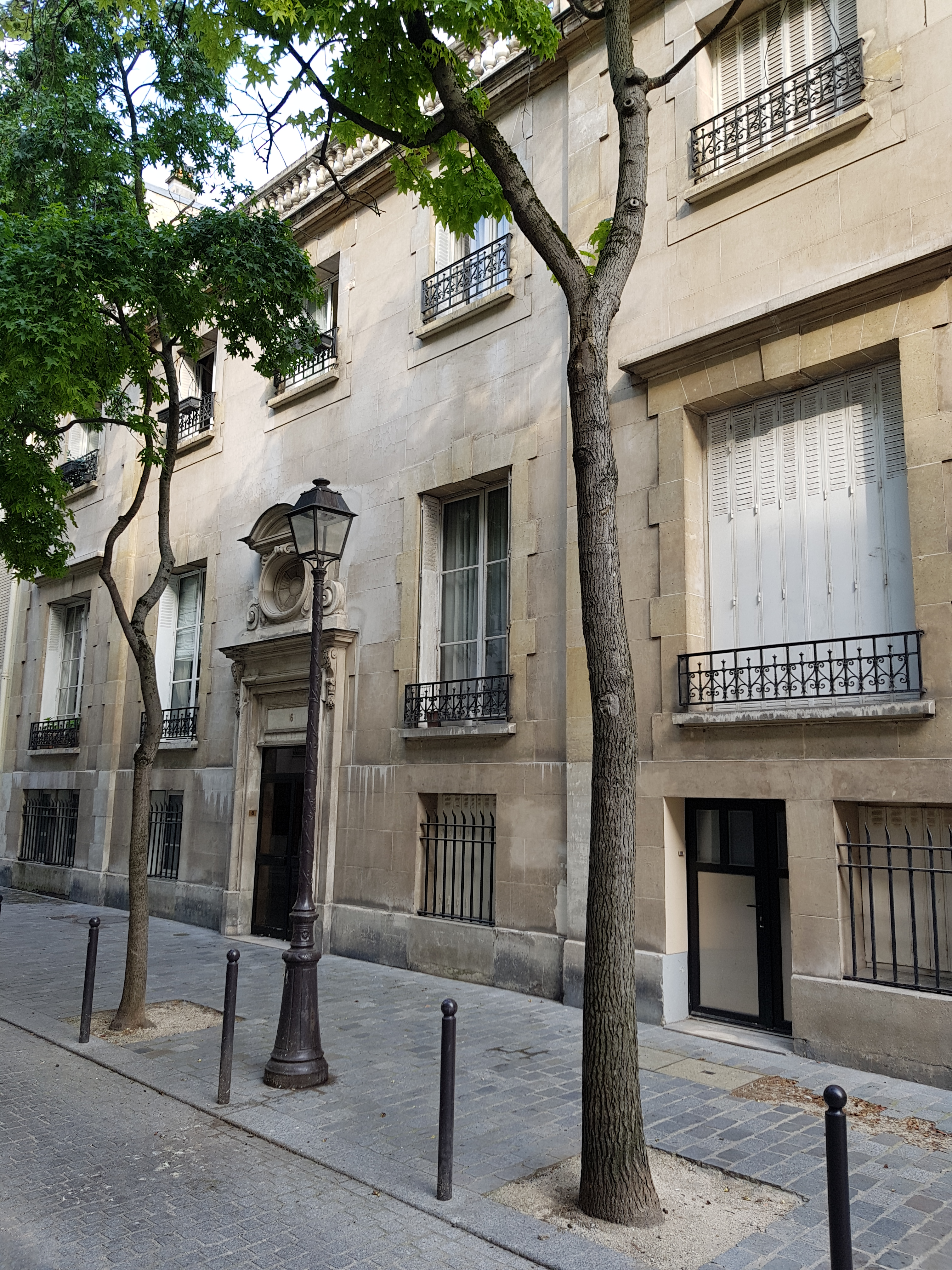
No 6.

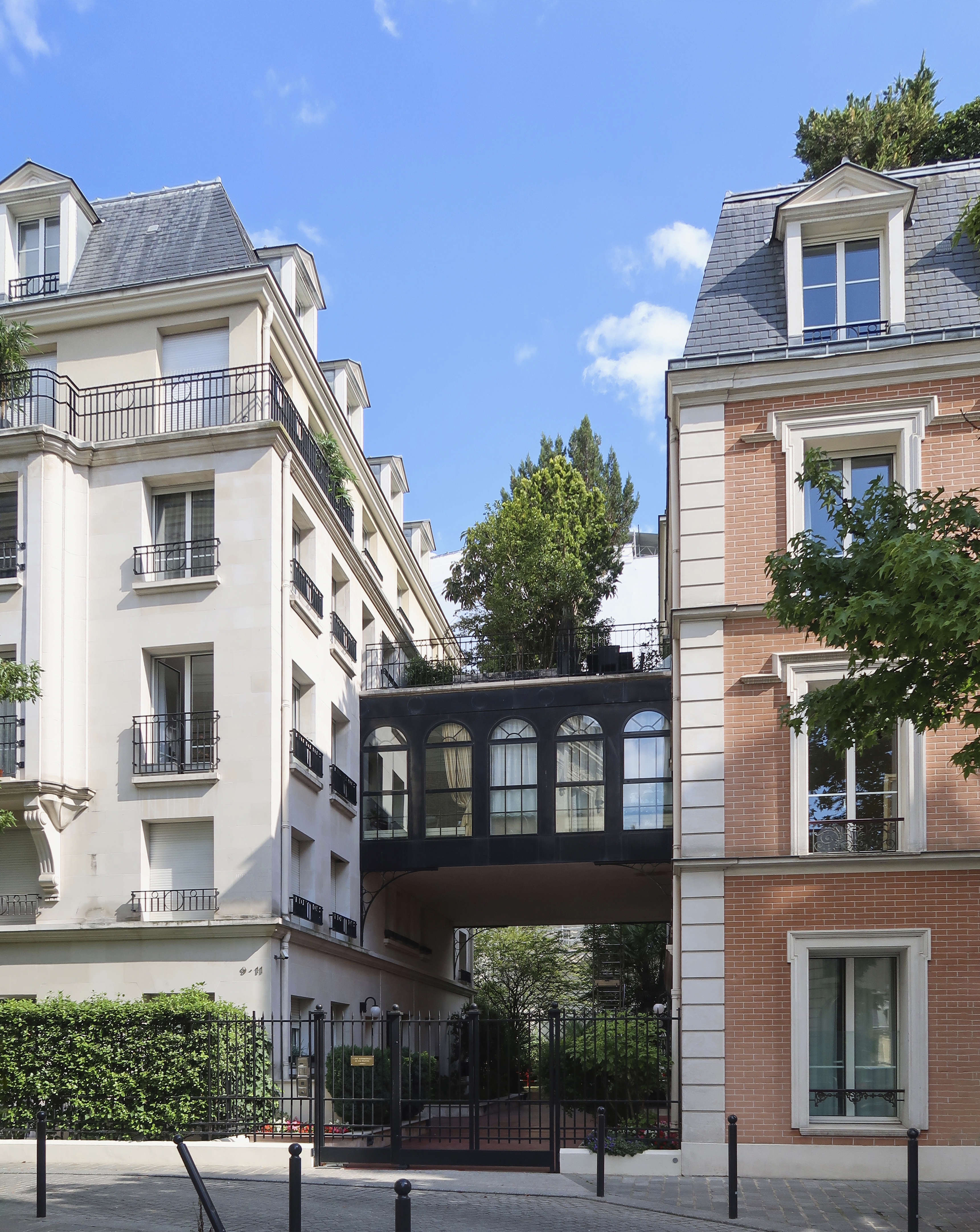
Nos 9-11.

Cette voie, initialement appelée « passage des Biches » (attesté en 1872), puis « passage des Belles-Feuilles », prend sa dénomination actuelle en 1894.
En 1899, l’industriel Émile-Justin Menier, propriétaire des terrains, demande l’autorisation  d’ouvrir une rue dans sa propriété située entre la rue des Belles-Feuilles et la rue Pomereu. Il s’engage à donner à cette rue la dénomination fixée par l’administration municipale.
En 1909, l’état de la rue, impraticable, est jugé malpropre, déplorable et insalubre par divers observateurs. Le côté pair de la rue est constitué d’immeubles en construction (dont la plupart ont été depuis démolis). Le trottoir n’est recouvert de bitume que du côté impair ; côté pair, il est constitué d’un monticule de terre. 
L’empierrement de la chaussée date de la fin de 1914. 
En 1920, la rue Mérimée, voie privée, est éclairée au moyen de deux candélabres à gaz. Elle ne dispose pas encore de conduits d’égout. Un conflit oppose les neuf propriétaires riverains à la municipalité concernant le nettoyage de la rue, les premiers refusant de fournir l’eau nécessaire.

## Bâtiments remarquables et lieux de mémoire
- No 3 : bureau de l’Organisation de libération de la Palestine (OLP) en 1982[3].

- No 6 : immeuble de rapport construit en 1912[4].